# Otto Lagerfelt
Israel Per Otto Wilhelm Lagerfelt, född 5 juli 1825 i Vinnerstads socken, Östergötlands län, död 27 oktober 1890 i Tolfta församling, var en svensk militär och riksdagsman. Hans föräldrar var Melker Otto Lagerfelt (1799-1871) och Carolina Vilhelmina född Wassrin (1805-1887). Otto Lagerfelt var löjtnant vid Södermanlands regemente. Som politiker var han ledamot av riksdagens andra kammare 1873-1877, invald i Risinge, Hällestads och Tjällmo domsagas valkrets. Hans yngre bror var Melcher Lagerfelt.